# Cratere Stoney (Luna)
Stoney è un cratere lunare di 47,51 km situato nella parte sud-orientale della faccia nascosta della Luna.
Il cratere è dedicato al fisico irlandese George Johnstone Stoney.